# Amba
De Amba (Russisch: Амба) is een 63 kilometer lange rivier in het Russische Verre Oosten, in het zuiden van de Russische kraj Primorje (district Chasanski). Het woord amba betekent 'Amoertijger' in het Nanai en het Oedegeïsch.
De rivier ontspringt in het oostelijk deel van het Borisovplateau van de Sichote-Alin en stroomt in de richting van het zuidoosten, naar de Pestsjanajabocht van de Amoerbaai in de Baai van Peter de Grote (Japanse Zee). De rivier heeft een gemiddeld hellingspromillage van 10,3‰ en een totaal verval van 690 meter. Bij haar uitstroom bedraagt de breedte 50 tot 70 meter, de diepte 1,5 tot 1,7 meter en de stroomsnelheid 0,1 tot 0,3 m/s.
In de zomer overstroomt de rivier meestal als gevolg van langdurige zware regenval. Het waterniveau kan snel stijgen in de rivier met een amplitude in het waterniveau van maximaal 2 meter.
Aan de rivier liggen de plaatsen Provalovo en Zanadvorovka.